# Maomé Ali Xá Cajar
Maomé Ali Xá Cajar (em persa: محمدعلی شاه قاجار; romaniz.: Muḥāmmād Alī Šāh Qājār; 21 de Junho de 1872 – 5 de Abril de 1925, Sanremo, Itália) foi um xá da Pérsia (atual Irã) de 8 de Janeiro de 1907 até 16 de Julho de 1909.

## Biografia
Maomé era contra a Constituição que foi ratificada durante o reinado de seu pai, Mozafaradim Xá Cajar. Em 1907, Mohammad Ali dissolveu o parlamento e aboliu a constituição com a justificativa que era contrária à xaria. Ele bombardeou o Majlis (Parlamento persa) com o apoio militar e político da Rússia e do Reino Unido. em julho de 1909, as forças pro-Constituição marcharam das províncias persas até Teerã lideradas por Sardar Assade, Sepedar Azão, Satar Cã, Baguer Cã e Ieprém Cã, e depuseram o Xá, e ratificaram novamente a constituição. Em 16 de Julho de 1909, o parlamento votou para nomear o filho de 13 anos de Maomé Ali Xá, Amade Xá para assumir o trono. Maomé Ali Xá abdicou devido a Revolução Constitucionalista e desde então tem sido lembrado como um símbolo de ditadura.
Tendo fugido para Odessa, Rússia (atualmente na  Ucrânia), Maomé Ali planejou seu retorno ao poder. Em 1911, marchou de Gurgã, Pérsia, mas suas forças foram derrotadas. Maomé Ali Xá retornou a Rússia, e em 1920 começou a morar em Constantinopla e mais tarde em Sanremo, Itália, onde faleceu em 5 de abril de 1925. Maomé Ali Xá Cajar morreu exilado, tal como todos os xás da Pérsia que se seguiram a ele.[carece de fontes?]
Seu filho e sucessor, Amade Xá Cajar foi o último governante da Dinastia Cajar.

## Honrarias

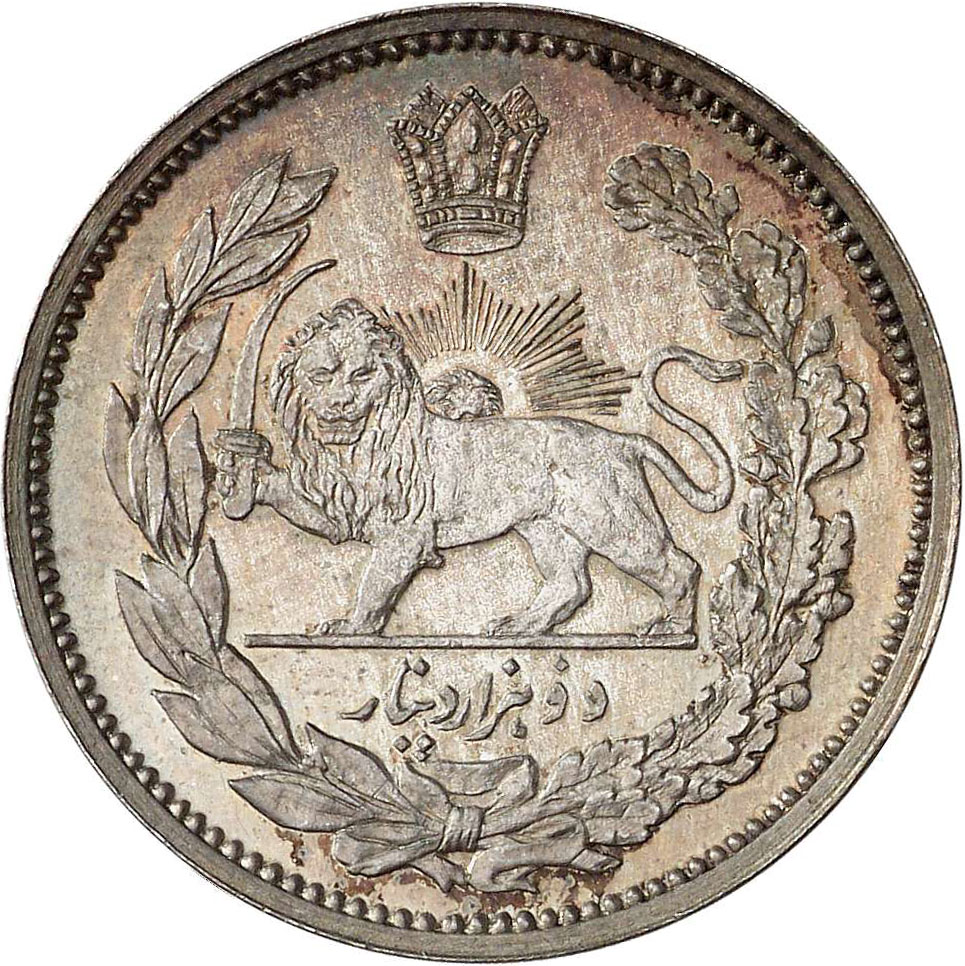
A moeda de 2000 dinares (2 Qiran) da época de Maomé Ali Xá Cajar

- Cavaleiro da Ordem de Santo André-1905
- Cavaleiro da Ordem de Santo Alexandre Nevsky-1905
- Cavaleiro da Ordem de Santo Estanislau-1905
- Cavaleiro da Ordem de Santa Ana-1905
- Grande cruz da Ordem Nacional da Legião de Honra-1907